# خفافيش رمادية
الخفافيش الرمادية (الاسم العلمي: Furipteridae)، فصيلة حيوانات من رتبة الخفاشيات، تضم هذه الفصيلة نوعان فقط الخفاش المُدخن والخفاش عديم الإبهام وكلاهما من أمريكا الوسطى والجنوبية.